# Махорка-Муфф
«Махорка-Муфф» — (нем. Machorka-Muff) — черно-белый короткометражный фильм французских режиссёров Жана-Мари Штрауба и Даниэль Юйе, созданный по мотивам рассказа Генриха Бёлля «Столичный дневник». Премьера состоялась в феврале 1963 года на Международном кинофестивале короткометражного кино в Оберхаузене.

## Сюжет
Бывший нацистский полковник Эрих фон Махорка-Муфф с триумфом пребывает в столицу ФРГ Бонн для заложения краеугольного камня Академии военных воспоминаний. Ему снится сон, в котором он видит ряд одинаковых монументов, с которых внезапно спадают покровы. Махорка-Муфф осознает, что на постаменте стоит он сам, потому что на нем написано его собственное имя. В квартире своей приятельницы Инн министр обороны Хюрлангере вручает ему справку о его назначении в чин генерала. Первым официальным актом в качестве генерала для Махорки-Муфф является прочтение речи о маршале Эмиле фон Хюрлангер-Хиссе на церемонии заложения краеугольного камня Академии военных воспоминаний. Его речь содержит факты, очищающие имя маршала Хюрлангера-Хиссе, который своим позорным отступлением потерял не восемь с половиной, как считалось раньше, а четырнадцать с половиной тысяч солдат.

## Критика
По словам кинокритика Джонатана Розенбаума, композитор Карлхайнц Штокхаузен, увидевший фильм в Оберхаузене в 1963 году, назвал его «лишенным всякого украшательства». Розенбаум отмечает, что выбрав короткий хронометраж, Штрауб ставит вопрос о том, что является «предметом необходимости» для произведения, а что — нет.